# Équipe du Liban de rugby à XIII
L'équipe du Liban de rugby à XIII est l'équipe qui représente le Liban dans les principales compétitions internationales du rugby à XIII. Elle a participé à la Coupe du monde en 2000.
L'équipe est dénommée « Les Cèdres » en rapport avec le cèdre libanais, arbre mythique et emblème national présent sur le drapeau du Liban. Elle se réclame comme multiconfessionnelle et ouverte à tous les joueurs, quelle que soit leur origine ou leur religion. 
La Fédération Libanaise de Rugby à XIII fait complètement partie de la Fédération Européenne de Rugby à XIII depuis le 30 août 2011.
Le Liban a validé son billet pour la Coupe du monde 2017 en se qualifiant face à l'Afrique du Sud et en a atteint les quarts-de-finale.

## Histoire

### Des progrès rapides et des résultats dès sa création
L'équipe a participé à plusieurs compétitions internationales depuis 1998 et est vite devenue une des meilleures équipes de l'hémisphère Nord. L'équipe fut à l'origine, formée en Nouvelle-Galles du Sud, en Australie, et dès lors composée d'Australiens d'origine libanaise, autrement dit des Heritage players. Leur succès a permis de développer le jeu au Liban et désormais, des joueurs issus du championnat libanais évoluent dans cette équipe aux côtés des joueurs de la NRL (National Rugby League) en Australie.
L'équipe a participé à la coupe du monde 2000, battant les États-Unis mais ne réussissant pas à sortir du stade des groupes malgré une égalité face aux îles Cook à Cardiff et une défaite 24-22 face au Pays de Galles à Llanelli.  Les Cèdres tentèrent alors de se qualifier pour la coupe du monde 2008 mais ils cédèrent la place qualificative de leur groupe à l'Irlande avant d'échouer en finale des repêchages face aux îles Samoa. 
L'équipe eut plus de succès dans d'autres compétitions. Ils ont participé à la Coupe de la Méditerranée et l'ont remportée à chaque fois qu'ils y prenaient part. En 2006, ils remportèrent la Coupe Phénicienne en battant l'équipe de Malte.
Ivan Cleary occupe le poste de sélectionneur.

Coupe du Monde 2000

### Coupe de la Méditerranée
En 2002, le Liban bat la France 36-6 en face de 9 713 spectateurs dans le stade de Tripoli, remportant ainsi la Coupe de la Méditerranée pour la seconde fois. 

En 2003, le Liban bat à nouveau la France en finale par un score plus serré 26-16 grâce à Wissam el Masri qui força la victoire en toute fin de partie.

En 2004, le Liban aligna 3 victoires d'affilée, d'abord contre le Maroc et la Serbie, puis en finale face à la France par le score de 42-14.

### Campagne de qualification à la coupe du monde 2013
Le Liban fut opposé à la Serbie, l'Italie et la Russie dans le groupe de qualification pour la dernière place européenne disponible à la coupe du monde 2013 de Rugby à XIII. Seul le vainqueur du groupe accédait donc au tournoi final. À la suite de victoires confortables face à la Serbie et la Russie, le Liban comme l'Italie se rencontrent le 29 octobre 2011 pour un match décisif, à Belgrade. Le match clôtura sur le score de 19-19, ce qui qualifia l'Italie qui avait réussi à engranger plus de points que le Liban lors de ses deux premières rencontres. C'est la deuxième fois d'affilée que l'équipe libanaise de Rugby à XIII échoue au stade de la qualification à la Coupe du Monde sans subir la moindre défaite. 

### Campagne de qualification à la coupe du monde 2017
Le Liban valide son billet pour la Coupe du monde 2017 en se qualifiant face à l'Afrique du Sud.
Le 31 octobre 2015, restera à jamais une des dates les plus importantes du sport libanais en général et du rugby libanais en particulier, qui devient ainsi la seconde discipline collective au Liban à atteindre le top niveau international, à l’image de ce que fut le basket-ball il y a quelques années. 
Ce samedi, devant les yeux de milliers de supporteurs libanais massés dans les gradins, le XIII du Cèdre s’est qualifié pour la prestigieuse Coupe du monde de rugby à XIII , à la suite de sa victoire à Pretoria sur l’Afrique du Sud (50-16), lors du match retour des éliminatoires au Mondial 2017 de la région Afrique-Proche Orient. 
Les essais ont été marqués par Daniel Abou Sleiman (en) (2e min), Travis Robinson (en) (11e,19e,44e), Mark Daoud (en) (26e), Elias Sukkar (en) (32e), Tareck El Masri (60e), Nick Kassis (en) (74e) et James Boustani (63e). Ce dernier transforma sept des dix essais inscrits par lui et ses coéquipiers. 
Vainqueur une semaine auparavant du match aller (40-12), également disputé au Brakpan stadium (en), dans la banlieue huppée de Pretoria, le Liban remporte haut la main ces éliminatoires de la zone Afrique-Proche Orient. Au cumulé des deux rencontres, les «Lebbos» dominent largement les «Rhinos» : 90 à 28.

## Joueurs et personnalités

### Sélectionneurs
- 2017-2020 :  Brad Fittler
- 2021-? :  Michael Cheika

### Effectif actuel

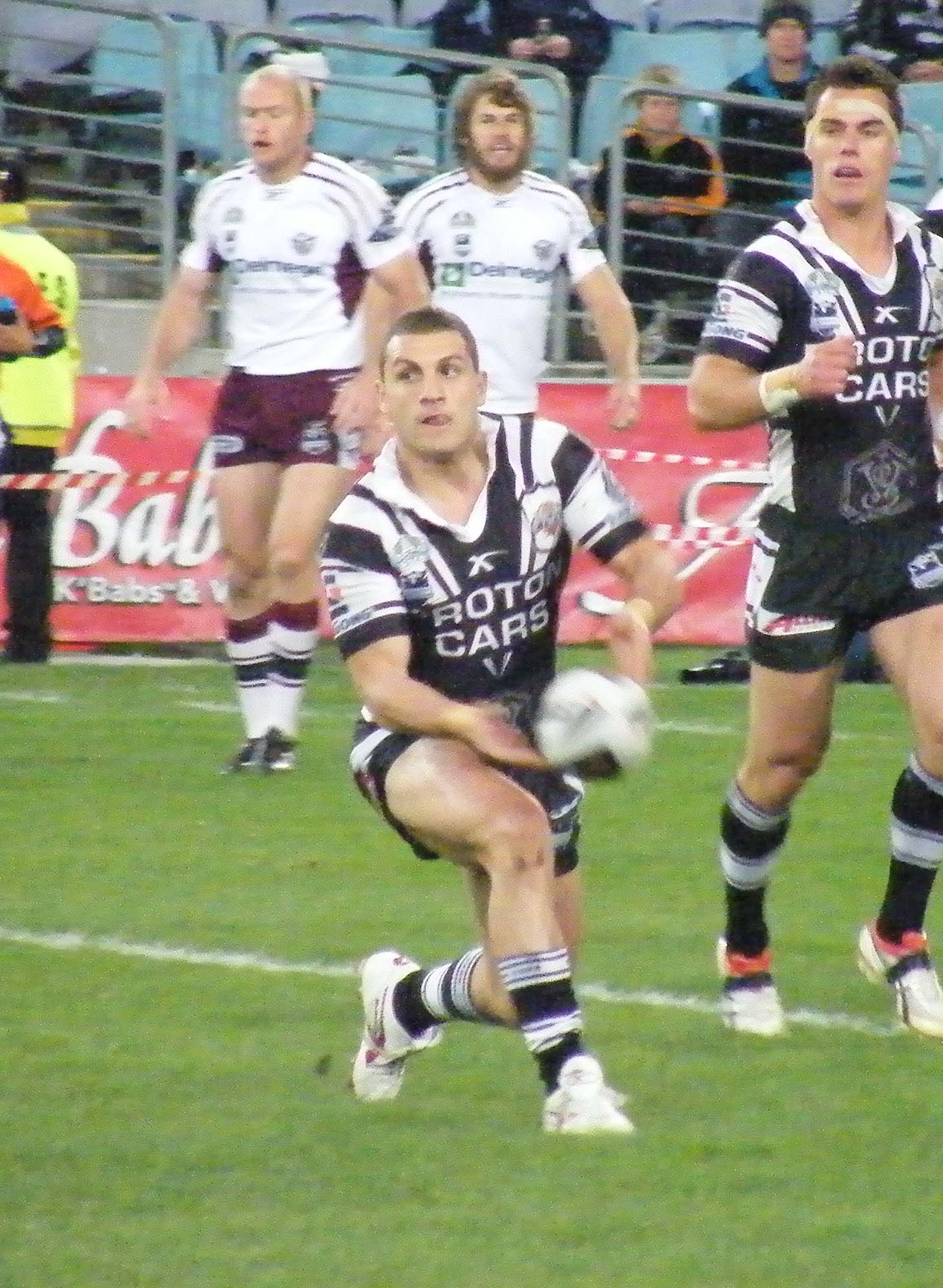
Robbie Farah, capitaine de l'équipe du Liban à la Coupe du monde 2017.

Les joueurs présents ci-dessous sont les vingt-quatre joueurs sélectionnés pour la Coupe du monde 2017.

## Palmarès
| Coupe du monde                                                     | Tournoi des Quatre Nations                               |
| ------------------------------------------------------------------ | -------------------------------------------------------- |
| - Coupe du monde (0) - 1er tour en 2000. - Quart de finale en 2017 | - Tournoi des Quatre Nations (0) - Aucune participation. |

### Parcours en Coupe du monde
| Année | Position    |         | Année       | Position |                 | Année | Position |
| 1954  | Non invitée | 1975    | Non invitée | 2008     | Non qualifiée   |       |          |
| 1957  | Non invitée | 1977    | Non invitée | 2013     | Non qualifiée   |       |          |
| 1960  | Non invitée | 1985-88 | Non invitée | 2017     | Quart-de-finale |       |          |
| 1968  | Non invitée | 1989-92 | Non invitée | 2021     | Quart-de-finale |       |          |
| 1970  | Non invitée | 1995    | Non invitée | 2025     | Qualifié        |       |          |
| 1972  | Non invitée | 2000    | 1er tour    |          |                 |       |          |